# Эриксен, Эдвард
Эдвард Христиан Иоганнес Эриксен (дат. Edvard Eriksen; 10 мая 1876, Копенгаген — 12 января 1959, там же) — датский скульптор-натуралист.

## Биография
В 1895 году Эдвард Эриксен закончил своё художественное образование. Первый успех пришёл к нему в 1902 году, когда одна из его скульптур («Кающийся») была принята для выставки в королевском дворце Шарлоттенборг (Копенгаген).
Окончательное признание художественных заслуг мастера относится к 1904 году, когда Государственным художественным музеем Копенгагена была куплена его скульптура «Надежда», а в 1905 году Эриксен за свою работу «Судьба» был удостоен премии.
Поистине всемирную славу принесла Эдварду Эриксену созданная им и установленная на набережной в Копенгагене 23 августа 1913 года статуя андерсеновской Русалочки, ставшая символом Копенгагена и всей Дании.
В 1932 году Эриксен был возведён в рыцари Ордена Данеброг; скульптор был также почётным профессором Художественной академии Каррары. Среди его учеников был, в частности, Кай Нильсен.
Похоронен на Западном кладбище Копенгагена.